# 次切距
在微積分中，次切距（subtangent）是切線與切點垂線在橫坐標軸上的距離。

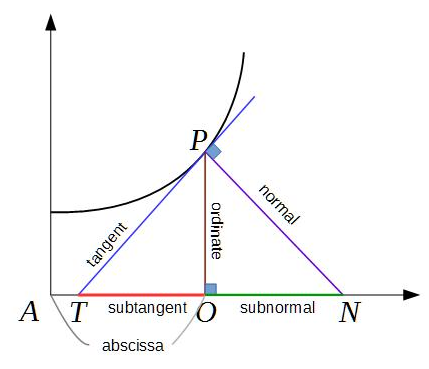
萊布尼茲的六個函數（幾何線段）與次切距（subtangent）。

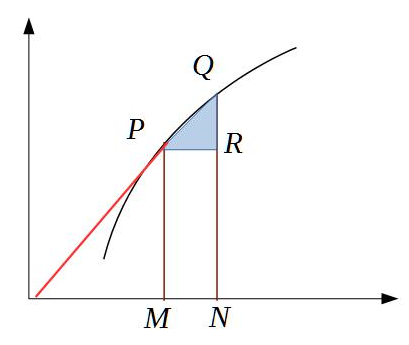
巴斯卡的極小三角形方法。

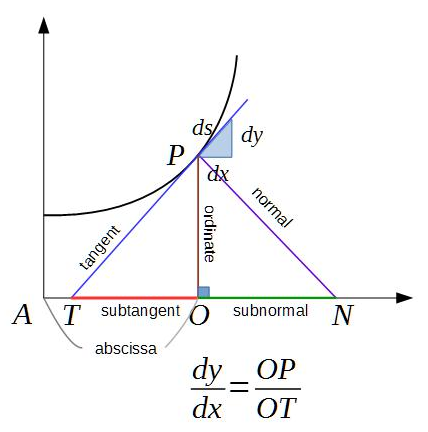
萊布尼茲的的極小三角形方法。

## 歷史

### 反切線問題
分別於1636年與1637年，法國數學家費馬與笛卡兒提出了座標幾何，這鼓舞了當時的數學家投入於研究代數曲線。
然而，有些曲線無法以代數式表示，它們被稱為超越曲線。1638 年，另一位法國數學家佛洛里博得·德博納（Florimond de Beaune）寫了一封信問笛卡兒一個數學問題，這個問題是數學歷史上的第一個反切線問題（inverse tangent problem），亦即，從切線來求曲線：
令 {\displaystyle {\frac {\overline {OP}}{\overline {OT}}}} 與 {\displaystyle (y-x)} 之間有一個等比關係，亦即 {\displaystyle {\frac {\overline {OP}}{\overline {OT}}}={\frac {\alpha }{(y-x)}}}（{\displaystyle \alpha } 為任意數），求該曲線。
其中，{\displaystyle {\overline {OP}}} 為切點垂線長，{\displaystyle {\overline {OT}}} 為次切距（見附圖）。
笛卡兒給了詳盡的回覆，包括曲線繪製方法與計算座標的數值方法。但是，他無法找到這條曲線的代數式，他了解到，這是一條超越曲線。

大約於1672年到1676年，萊布尼茲到巴黎旅居，一位建築師克洛德·佩羅（Claude Perrault）向他提出一個類似的問題：
令切線長度保持不變，求該曲線。
切線長即 {\displaystyle {\overline {PT}}}（tangent）。這被稱為曳物線問題（tractrix）。這也是一個反切線問題。萊布尼茲一直到 1693 年才發表了他的解答。

### 連續曲線的函數（幾何線段）與極小三角形
萊布尼茲將一個連續曲線以六個幾何線段來表示，他稱呼這六個線段為函數（function），這些函數決定了這個曲線。這是＂函數＂這個術語的來源。
然後，他使用了巴斯卡的極小三角形（infinitesimal triangle）技巧，給出了微分方程式：
{\displaystyle {\frac {dy}{dx}}={\frac {\overline {OP}}{\overline {OT}}}}
因此，德博納反切線問題的微分方程式為：
{\displaystyle {\frac {dy}{dx}}={\frac {\alpha }{(y-x)}}}
解出這個微分方程式就可以得到曲線方程式。